# ديفيد بيتي (كاتب)
آرثر ديفيد بيتي (28 مارس 1919  - 4 ديسمبر 1999 ) هو كاتب بريطاني وطيار وعالم نفس معروف كرائد في مجال العوامل البشرية، الذي هو الآن فرع لا يتجزأ من طب الطيران، والذي قال عنه أنه يلعب دور مركزي في حوادث الطيران المنسوبة لخطأ الطيار.

## وقت مبكر من الحياة
ولد بيتي في هاتون، سيلان في 28 مارس 1919، وهو ابن كاهن ميثودي، وتلقى تعليمه في مدرسة كينغسوود، ثم كلية ميرتون في أكسفورد حيث درس التاريخ وقام بتحرير صحيفة شيرويل الطلابية.  أثناء وجوده في أكسفورد، اندلعت الحرب العالمية الثانية مما دفعه إلى التطوع لتدريب الطيارين مع سرب طيران جامعة أكسفورد.

## الطيران المبكر والخدمة في زمن الحرب
تم رفض بيتي في البداية من قبل لجنة المخولة باختيار الطيارين في سلاح الجو الملكي البريطاني. لكن بفضل دعم أساتذته الجامعيين كبير، نجح في اختياره وأكمل تدريبه على الطيران، وحصل على تقدير طيار «استثنائي».
بعد التدريب على الطيران، انضم بيتي إلى القيادة الساحلية لسلاح الجو الملكي البريطاني طائرة بي ـ 24 ليبراتور. أكمل أربع جولات مع سرب 206 وفاز بصليب الطيران المميز مع الرتبة.  أثناء هجوم على زورق من طراز يو في بحر البلطيق، تعرضت طائرته لأضرار بالغة، حيث تم إطلاق النار على أسطح التحكم، بما في ذلك الدفة. أعاد بيتي الطائرة إلى القاعدة وقام بهبوط ناجح. عند التفتيش، تم إحصاء أكثر من 600 ثقب في الطائرة.

## الطيران المدني
بعد الحرب، عُرض على بيتي راتب منتظم مع سلاح الجو الملكي البريطاني. ومع ذلك، فقد رفض الفرصة وانضم إلى الخطوط البريطانية حيث تم تعيينه في الطريق الرئيسي للشركة عبر شمال المحيط الأطلسي.  كانت مسيرته في الطيران مع الخطوط البريكانية قصيرة الأجل. سرعان ما بدأ الكتابة على أساس التفرغ.

## الروايات
كتب بيتي 20 رواية، تحت أسماء بول ستانتون  وروبرت ستانتون،  بدءًا من نهاية مسيرته المهنية في الطيران التجاري واستمرت حتى وفاته تقريبًا. يحتل الطيران مكانة مهمة في العديد منها:
- الإقلاع (1949) (عنوان الولايات المتحدة: أسطورة دونينجتون)
- قلب العاصفة (1954) (عنوان الولايات المتحدة: الرياح الأربعة)
- رحلة الإثبات (1956)
- مخروط الصمت (1959)
- اتصل بي كابتن (1959)
- قرية النجوم (1960) (كتبها باسم بول ستانتون)
- ريح البحر (1962)
- أغنية صفارة الإنذار (1964)
- سيف الشرف (1965)
- حديقة البندقية (1965)
- شجرة الهيكل (1971)
- قطار كهربائي (1975)
- سعادة (1977)
- طائر البحر الأبيض (1979)
- اجنحة الصباح (1982) (مع بيتي بيتي)
- العصا (1984)
- اخوة الدم (1987)
- النسور (1990)
- أشباح الهجوم الثامن (1998)

## الكتابة الواقعية وحول سلامة الطيران والعوامل البشرية
كان بيتي روائيًا بارعًا بالفعل، ووجه انتباهه إلى تحديد الأسباب المحتملة وراء حوادث الطيران المنسوبة إلى خطأ الطيار، تسجل في كلية لندن الجامعية لدراسة علم النفس. بعد أن أكمل دورة الشهادة في عام واحد، بدلاً من الثلاث سنوات التقليدية، أصبح بيتي موظفًا حكوميًا في عام 1967 قبل أن ينشر أول أعماله غير الخيالية، العامل البشري في حوادث الطائرات في عام 1969. تبع ذلك قفزة الماء: قصة رحلة ترانستلونتك (1976)، و مسافر السماء الكامل (1979)، و لقاءات غريبة: أسرار الجو (1982)، قبل أن يعود إلى موضوع أول كتاب غير خيالي له في الطيار العاري - العامل البشري في حوادث الطائرات (1991). أخيرًا الضوء الدائلنوافذ التذكارية للطيارين في عام 1995.
قوبل كتابه الأول بمقاومة كبيرة، ليس أقلها من عدد من الطيارين، لأنه صور الطيارين كبشر عاديين، عرضة لسهو والأخطاء. ومع ذلك، أدى عمل بيتي إلى مزيد من الاهتمام بالموضوع، والذي أصبح حاليًا جزءًا مقبولًا من التدريب على الطيران وهو وحدة إلزامية في العديد من دورات الطيران الخاصة والمهنية.

## المذياع
في 10 يونيو 1972، تم بث اقتباس من 90 دقيقة لرواية بيتي شجرة الهيكل، والتي كتبها بيتي ديفيز مع مايكل سبايس، في برنامج مسرح ليلة السبت راديو بي بي سي 4. بعد ذلك كتب بيتي نفسه مسلسلًا دراميًا لراديو 4 بعنوان البساط السحري. قصة المنطاد المنكوب ار 101، تم بثه من 27 نوفمبر 1983 إلى 8 يناير 1984 في سبع حلقات مدة كل منها 30 دقيقة.

## أفلام
في عام 1960، اشترى ألفريد هيتشكوك حقوق رواية بيتي قرية النجوم لكنه لم ينتج الفيلم أبدًا. تم إنتاج رواية أخرى لبيتي مثل فيلم مخروط الصمت (1960) من بطولة جورج ساندرز.

## موت
توفي بيتي في 4 ديسمبر 1999 في سليندون، غرب ساسكس. زوجته بيتي كامبل بيتي كتبت حياة مجنحة: سيرة ديفيد بيتي عام 2001.

## روابط خارجية
- صفحة المؤلف على موقع بان مكميلان
- مواد أرشيفية في كوليفير qualifier